# كمال حسن
كمال حسن (من مواليد 7 من نوفمبر 1954م) هو ممثل سينمائي، وكاتب سيناريو، ومنتج ومخرج هندي. ويعتبر أحد الممثلين المنهجيين الرواد في السينما الهندية. وقد أُثني على كمال حسن كممثل، واشتهر لتعدد مهاراته في التمثيل. وفاز بالعديد من جوائز الأفلام الهندية، منها أربع جوائز ناشيونال فيلم والعديد من جوائز فيلمفير، واشتهر باشتراكه في بطولة أكبر عدد من الأفلام التي أدرجتها الهند للتنافس على جائزة الأوسكار لأفضل فيلم بلغة أجنبية. وبالإضافة إلى التمثيل وكتابة السيناريو والإخراج، شارك كمال حسن في أفلام ككاتب غنائي، ومغنٍ تسجيلي، ومصمم رقصات. وقد أنتجت شركته للإنتاج السينمائي، راج كمال إنترناشيونال، العديد من أفلامه. وفي عام 1990، تلقي جائزة بادما شري لمساهماته في السينما الهندية. وتلقى أيضًا كمال حسن دكتوراه فخرية من جامعة ساثياباما. وفي عام 2009، أصبح واحدًا من الممثلين الهنود القلائل الذين أكملوا 50 عامًا في السينما.
وبعد العديد من المشروعات الفنية في مرحلة الصبا، دخل كمال حسن إلى عالم البطولة بدوره في الفيلم الدرامي الذي أُنتِج عام 1975 بعنوان أبورفا راجانجال (Apoorva Raagangal) ولعب فيه دور شاب ثائر يقع في حب امرأة أكبر منه سنًا. وضمن حصوله على جائزة ناشيونال فيلم الهندية للمرة الثانية بتجسيده دور مدرس ساذج أشبه بشخص طفولي فاقد للذاكرة في فيلم مووندرام بيراي (Moondram Pirai) الذي أُنتِج عام 1982. ويُعرَف بشكل خاص لأدائه في فيلم ماني راتنام المستوحى من فيلم العراب باللغة التاملية، واسمه ناياجان (Nayagan) (1987)، والذي صنفته مجلة تايم كأحد أفضل الأفلام على الإطلاق. ومنذ ذلك الحين، استمر في الظهور في أفلام أخرى مميزة مثل أنبي سيفام (Anbe Sivam) وإنتاجه الخاص من الأفلام، مثل هي رام (Hey Ram) وفيروماندي (Virumaandi)، وكذلك داسافاثارام (Dasavathaaram)، الذي ظهر فيه في عشرة أدوار مختلفة.

## وصلات خارجية
- كمال حسن على موقع IMDb (الإنجليزية)
- كمال حسن على موقع ألو سيني (الفرنسية)
- كمال حسن على موقع ميوزك برينز (الإنجليزية)
- كمال حسن على موقع أول موفي (الإنجليزية)
- كمال حسن على موقع إن إن دي بي (الإنجليزية)
- كمال حسن على موقع ديسكوغز (الإنجليزية)
- كمال حسن على موقع قاعدة بيانات الفيلم (الإنجليزية)
- كمال حسن على موقع كينوبويسك (الروسية)